# دار الكتاب المقدس النرويجية

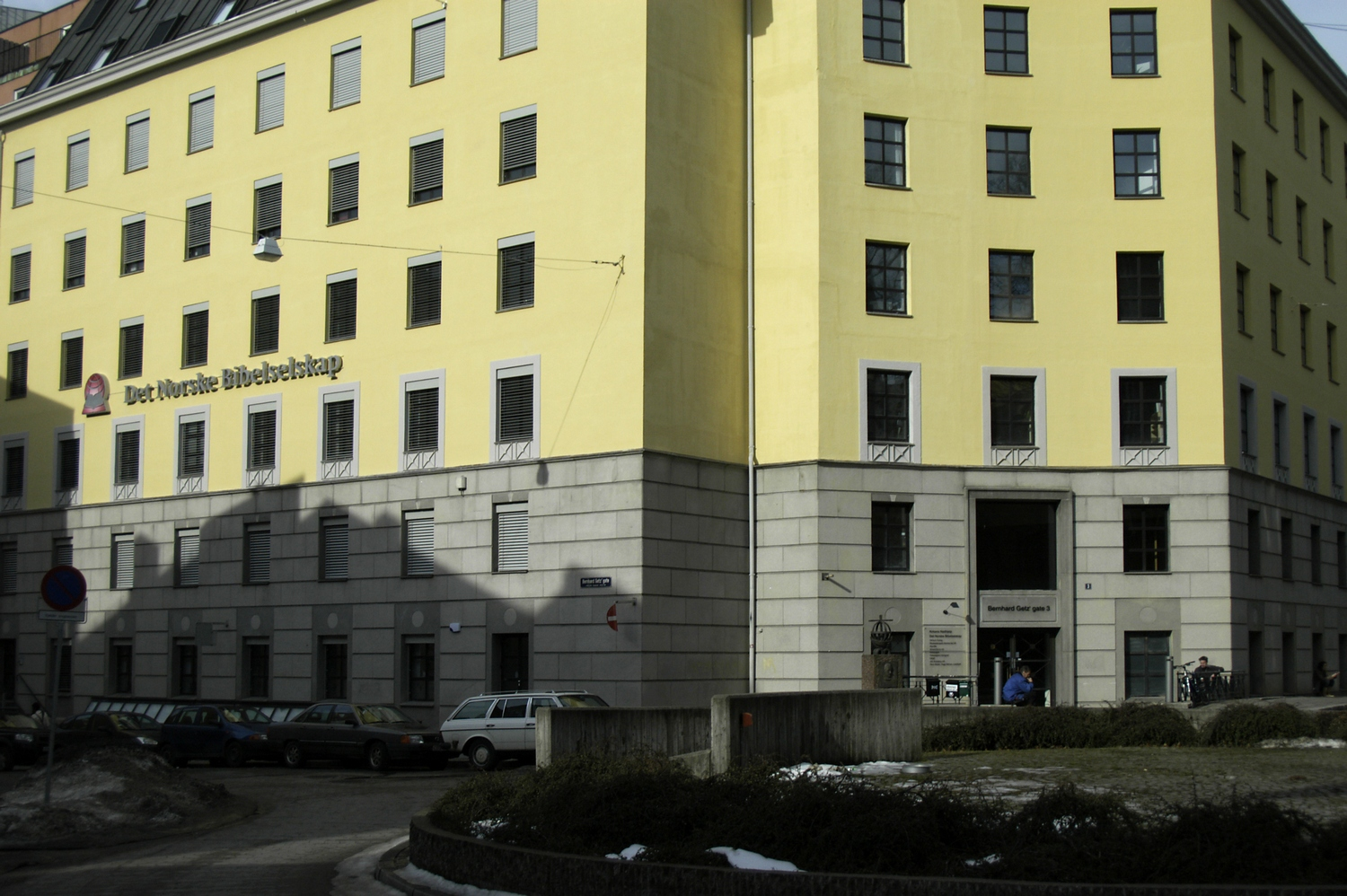
دار الكتاب المقدس النرويجية في مقرها في أوسلو

دار الكتاب المقدس النرويجية هي جمعية خيرية مسيحية غير طائفية لطبع ونشر الكتاب المقدس تم إنشاؤها في 26 مايو 1816 وتهدف إلى جعل الكتاب المقدس متاحًا في النرويج.

## وصلات خارجية
- موقع دور الكتاب المقدس المتحدة
- الموقع الرسمي لدار الكتاب المقدس النرويجية